# 晏河
晏河又称晏家河，位于中国河南省东南部，是潢河左岸支流，发源于新县西部陡山河乡白沙关，向东北流经新县陡山河乡、吴陈河镇和光山县晏河乡，最后于文殊乡张畈汇入潢河。全长45公里，流域面积325平方公里。